# Ján Zeman (kněz)
Ján Zeman (25. června 1885 Myjava – 14. ledna 1975 Trenčín) byl slovenský kněz evangelické církve, československý politik, meziválečný poslanec a senátor Národního shromáždění za Republikánskou stranu zemědělského a malorolnického lidu (agrárníky).

## Biografie
Pocházel z rodiny kováře. Vystudoval teologii v Bratislavě a v roce 1911 byl vysvěcen na kněze. Po krátkém působení ve funkci kaplana trenčínského seniorátu se stal farářem v Kráľově Lehotě, později odešel do Moravského Lieskového (1913) a nakonec do Trenčína (1921), kde zůstal až do odchodu do důchodu v roce 1957 (od roku 1935 též jako senior trenčínského seniorátu). Jeho zásluhou získala bratislavská Teologická vysoká škola v roce 1935 status teologické fakulty.
Angažoval se také politicky. Po parlamentních volbách v roce 1925 získal mandát v Národním shromáždění. Mandát ovšem nabyl až roku 1927 jako náhradník poté, co zemřel poslanec Pavel Blaho. Poslanecké křeslo obhájil v parlamentních volbách v roce 1929.
Později přešel do horní parlamentní komory. V parlamentních volbách v roce 1935 získal senátorské křeslo v Národním shromáždění. V senátu setrval do jeho zrušení v roce 1939, přičemž krátce předtím ještě v prosinci 1938 přestoupil do klubu Hlinkova slovenská ľudova strana - Strana slovenskej národnej jednoty, do které se spojily všechny slovenské nesocialistické strany.
Podle údajů k roku 1929 byl profesí evangelickým farářem v Trenčíně. Zemřel v roce 1975 a byl pohřben na evangelickém hřbitově v Trenčíně.